# Avenida Maria Lacerda Montenegro
A Avenida Maria Lacerda Montenegro é o principal e mais movimentado logradouro do bairro de Nova Parnamirim, na cidade de Parnamirim, no estado do Rio Grande do Norte, no Brasil.
É uma extensa via que mescla estabelecimentos comerciais com condomínios residenciais.
É um dos metros quadrados mais caros da região. Nesta via, são encontradas várias opções de comércio como hipermercados e supermercados, academias, escolas, postos de combustíveis, bares, restaurantes, entre outros.
O nome da avenida homenageia a mãe do ex-deputado estadual Olavo Lacerda Montenegro.